# اصنع لي معروفا (رواية)
اصنع لي معروفاً (بالإنجليزية: Do Me a Favour)‏ هي رواية للكاتبة البريطانية سوزان هيل، نشرت عام 1963، لأول مرة عن دار نشر هاتشنسون.